# Sunrise Lodge
Le Sunrise Lodge est un ancien lodge américain situé à Sunrise, dans le comté de Pierce, dans l'État de Washington. Protégé au sein du parc national du mont Rainier, ce bâtiment construit en 1931 et aujourd'hui utilisé comme boutique de souvenirs est une propriété contributrice au district historique de Sunrise depuis la création de ce district historique le 13 mars 1991. Il contribue également au Mount Rainier National Historic Landmark District établi le 18 février 1997.